# 赤ちゃんと僕
『赤ちゃんと僕』（あかちゃんとぼく、Baby and Me）は、羅川真里茂による少女漫画作品、およびこれを原作としたテレビアニメ。略称は赤僕。
同名の韓国で公開された映画があるが、本作は無関係であり、原作ではない。

## 作品概要
漫画は1991年11号から1997年14号まで花とゆめ（白泉社）に連載。第40回（平成6年度）小学館漫画賞受賞。2021年11月時点で累計発行部数は1770万部を記録している。
母を亡くした主人公が幼い弟の世話をしながら奮闘する日常と周りとの交流を主に描いたホームコメディで、1話から数話完結の話で構成される。また扱われるテーマは多岐に渡り、時には非常に深刻なテーマ（いじめ、家族との確執を含む家庭問題など）も扱う。
最終章は弟が交通事故で生死の境を彷徨いながらも回復し、兄が中学に進級して、大団円を飾った。

## 登場人物

### 榎木家
榎木拓也（えのき たくや）声 - 山口勝平
主人公。10月10日生まれ。A型（AO型）。熊ノ井市立紅南小学校の5年2組→後6年2組。風貌は父親似で、性格は母親似。純真で何事にも一生懸命で生真面目かつ、非常に家族思いな性格。家族のために春美と共同で家事もこなして日々奮闘しているが、料理のレパートリーはまだそんなに多くない。普段は温和だが怒らせると怖い。早い内に母親を亡くした為、情緒不安定になると感情的になり、実がいたずらしたとはいえ、実に暴力を振るってしまったり、八つ当たりや自暴自棄になることもある。文武両道だが、図画工作と長距離走は苦手。複数の女子から惚れられているが、恋愛沙汰には極めて鈍感である。
榎木実（えのき みのる）声 - 坂本千夏
拓也の弟。B型。第二ひまわり保育園ぱんだぐみに通う2歳の保育園児。一人称は「みの」。ブラザーコンプレックス並みに兄を慕っている。母親を早く亡くした為、泣き虫でわがままな性格で時折、母親と一緒にいる子に八つ当たりすることもある。ヒロや一加から惚れられている。ボンキッキ体操（アニメではニャンコ・コニャンコ体操）を踊ると阿波踊りに見える。シャボンファイブが好き。お化けが大嫌い。
榎木春美（えのき はるみ）声 - 宮本充
拓也・実の父親。33歳。B型（BO型）。ソフトウェアプロダクション社に勤めるSE課長。仕事も家事もこなせ、社内でも頼りにされている。アメリカに短期留学していたため、ヒアリング率80%で英語を話せる。21歳の大学生の時、弁当屋で働く由加子に出会ってナンパする。早稲田大学2回生中退。端整な童顔であり、部下の女子社員から言い寄られているが、妻が亡くなってからも愛妻家を貫いている。
榎木由加子（えのき ゆかこ）声 - 渡辺美佐
拓也・実の母親。故人。旧姓・早川。享年31。血液型はA型（※AO型の可能性が高い）かAB型である。小学生の時に両親を飛行機事故で亡くし、母親の兄夫婦の元に引き取られる。後に伯父の家を出て、弁当屋でアルバイトしていた18歳の時に春美と逢い、諸事情を経てできちゃった結婚をする。両親を早くに失ったため温かい家庭を作りたくて健気に頑張る優しい母親だったが、拓也が小学5年生のときに、自動車との接触事故により亡くなる。

### 後藤家
後藤正（ごとう ただし）声 - 亀井芳子
後藤家長男。O型。拓也の親友で、愛称「ゴンちゃん」。ガサツさと太めの容姿が災いして女子受けは悪く、拓也のおまけ扱いされることもしばしば。しかしながら、ひょうきんで非常に友達思いかつ明るい性格。妹とは「喧嘩するほど仲がいい」関係である。玉舘時男とは犬猿の仲。
後藤浩子（ごとう ひろこ）声 - 黒田由美→津村まこと
後藤家長女。O型。愛称「ヒロ」。正の妹で、顔は兄にそっくり。無口なうえ乱暴者。兄を通じて実と知り合い、のちに同じ保育園に入る。実が好きで、一加とは恋のライバル関係。初登場時は拓也からは男の子と間違われていた。
後藤正吉（ごとう しょうきち）声 - 桜井敏治
正・浩子の父親。O型。酒屋を経営している。顔は母親似で、頭は禿げ上がっている。江戸っ子口調だが、性格は穏やかで落ち着いている。
後藤真美（ごとう まみ）声 - 叶木翔子
正・浩子の母親。A型。美人で、元気のいい働き者。
後藤正久（ごとう まさひさ）
正吉の兄。静岡県在住の農家。正吉と似た容姿であり、弟同様に落ち着いた性格。
後藤光（ごとう みつ）声 - 京田尚子
正久・正吉の母親。息子2人と孫2人は皆、遺伝によって彼女の顔と瓜二つ。玉舘花恵とは犬猿の仲。長男（正久）と同居している。
後藤正太郎（ごとう しょうたろう）声 - 小室正幸
正久・正吉の父親。現在は禿げ上がっているが若い頃はかなりの美男子で、花恵も想いを寄せていた。長男（正久）と同居している。

### 藤井家
藤井昭広（ふじい あきひろ）声 - 結城比呂
藤井家次男（6人兄弟の4番目）。B型。紅南小学校5年2組→6年2組。飄々としてぶっきらぼうで、思考や発言は大人っぽいが、ユーモアやデリカシーはない。女子からの人気が高い（※本人は一切興味なし）。兄姉から一加と正樹の面倒を押し付けられ中間管理職のような毎日を送っているが、何だかんだで面倒見はよく拓也の事も気にかけている。趣味はゲーム。割と何でもソツなくこなし、特にスポーツ万能でマラソン大会では好成績を残し、野球でも打者も投手も優れたいわゆる「エースで四番」の実力を見せた。風貌は兄に似ている。
藤井一加（ふじい いちか）声 - かないみか
藤井家三女（6人兄弟の5番目）で4歳。第二ひまわり保育園ぞうぐみ。実が大好き。口が達者でワガママでおませ。自分の悪巧みや失敗に弟を（時には実も）たびたび巻き込む。2月19日生まれ。
藤井正樹（ふじい まさき）声 - 奥島和美
藤井家三男、末っ子で3歳。A型。愛称「マー坊」。口は達者だが、舌足らず。一加には従順で、色々と巻き込まれることも多い。保育園には通っていない。
藤井明美（ふじい あけみ）声 - 渡辺美佐
藤井家長女で20歳。大学生。家事全般を取り仕切っている。怒ると怖い。彼氏持ち。
藤井友也（ふじい ともや）声 - 岩田光央
藤井家長男（6人兄弟の2番目）で17歳。B型。高校生。熊ノ井中学時代は、万人受けした人気と抜群のリーダーシップにて校内を仕切っていた。名前も顔も未登場だが、彼女持ち。自分の都合で他人を振り回す一面もあるが、高校生相応の教養と社交性は持っている。
藤井浅子（ふじい あさこ）声 - 岡村明美
藤井家次女（6人兄弟の3番目）で15歳。熊ノ井中学校に通う。一家の中ではクールな性格。藤井家一、他兄弟に関心がない。坂巻延和のことが好き。
藤井勇男（ふじい いさお）声 - 牛山茂
6児の父親。大学助教授。本を読むことがなによりも大好きで、かつてのあだ名は「もやしっ子」。
藤井恵美子（ふじい えみこ）声 - 堀越真己
6児の母親。小説家。多忙なため、家事は子供たち（特に長女）に任せている。

### 木村家
木村成一（きむら せいいち）声 - 置鮎龍太郎
洋食料理店の調理人→チーフ。23歳。元不良で、高校を中退した。17歳のときに家出したが、その間に結婚して子供も出来、子供の手術費用を工面するため、両親に頭を下げに戻ってきた。少々ぶっきらぼうで意地悪な反面、根は善い人である。大のギャンブル好きでパチンコや競馬などへよく通う。
木村智子（きむら ともこ）声 - 根谷美智子
成一より2歳上の妻。O型。旧姓「望月」。大らかな性格で、姑との仲もいい。少々ポッチャリ体型で、巨乳かつ近眼。
木村太一（きむら たいち）声 - 亀井芳子
成一・智子夫婦の長男で、乳児。父親似。とことん無表情・鈍感で、滅多なことでは泣きも笑いもしないが、突然の泣き声はまるで怪獣（作中で泣いたのは二回 のみ）。
木村源一（きむら げんいち）声 - 亀山助清
榎木家の向かいに住んでいる。成一の父親。50歳。踊りながら出勤する元気者で、愛妻家。春美のことを幼少期から見知っている。服装が奇抜で、息子から「会社員らしい恰好をしろ」と言われている。家は裕福。
木村のおばさん声 - 堀越真己
成一の母親。54歳。ピンクハウス系の服装が好きであり、陽気かつ世話好きな性格。彼女も、春美とその両親のことを知っている。

### 森口家
森口仁志（もりぐち ひとし）紅南小学校5年2組→6年2組の男子で、昭広の親友。児童会長。風貌は母親似。漫画や絵を描くことが好き。常に人のためになることを心がけており、面倒見が良いため、女子（特に下級生）からの人気が高く、男子からも人望がある。今までバレンタインデーでのチョコレートの持ち込みを禁止していた小学校のルールを撤廃させた。「バレンタインデーにチョコをどの男の子が一番貰うでしょうレース」にてチョコレートを11個貰い優勝を果たした。ゴンの心の声曰く顔は普通とのこと。
森口広嗣（もりぐち ひろし）
仁志の父親。スナックの店長。化粧をして女言葉を話す。姉たちに着せ替え人形として遊んでもらっていたのが影響している様子だが、心は男前。
森口文子（もりぐち ふみこ）
仁志の母親。警察官。部下曰く「堅物」。
森口音子（もりぐち おとこ）
海子＆空子＆広嗣＆広幸の母親。夫に先立たれ、しかもその浮気相手からのいびりにより大の女嫌い。かなりの男好きで、特に美少年には目がない。
森口広幸（もりぐち ひろゆき）
H島で民宿を開く、広嗣の弟。自分の双眼鏡を、母がいい男を探すときに使われている。
森口ミドリ（もりぐち ミドリ）
広幸の妻。子供の頃から宝塚を憧れていて、宝塚に入学しようとしたが入試に落ちた。
森口海子（もりぐち うみこ）&森口空子（もりぐち そらこ）
2人とも広嗣の姉。

### 紅南小学校（2組）
松本秀男（まつもとひでお）声 - 家中宏
5年2組→6年2組の新米担任教師。児童思いのいい人。
寛野光（かんの ひかる）
松本先生が入院した時に代わりにやってきた、2組の臨時担任。小学校に採用されていない時期は、学習塾のバイトも行う。前任の小学校では、受け持っていた児童がいじめで自殺した。生真面目で鉄面皮な反面、根は児童思いのいい人。
玉館時男（たまだて ときお）声 - 坂本千夏
坊ちゃん育ちの家庭で、嫌味な少年。ナルシストだが、女子にはモテない。AB型。ゴンちゃんとは犬猿の仲。祖母は花恵（はなえ）。
竹中七海（たけなか ななみ）声 - 岡村明美
童顔で女顔の少年。父親は船乗りで、普段は母親と2人暮らし。女子にモテる。女顔であることを気にしている。6年生のとき夢精を迎えた。
深谷しな子（ふかや しなこ）声 - 根谷美智子
A型。高齢な両親を恥ずかしく思っていた少女。父親（声 - 家中宏）は貿易会社を定年退職し、母親（声 - 堀越真己）は元舞台女優の日比野カヲルである。先述の事情から具体的に説明することが出来ず、周りからは嘘つき呼ばわりされていたが、事実が判明してからは周りと仲がよくなった。絵はかなり下手。皮肉屋で、かわいげがない。拓也のことが好き。
中題公美（なかだい くみ）
しな子の友人。面食い。
平井果子（ひらい かこ）&萌（もえ）&希美（きみ）声 - 松浦有希子（果子）、柳原みわ（萌）、黒田由美（希美）
3人揃って、2組のかしまし娘。3人グループで行動することが多い。双方の食い違いなどで喧嘩をすることもあったが、最終的には仲直りができるなど、根強い友情を持っている。
日影秀（ひかげ すぐる）
幼い頃のトラウマにより、陰鬱な性格をした少年。1週間ほど6年2組に転入するが、すぐに京都へ移り住む。えんま帳をつけているが、母親との和解を期に止めた。修学旅行中の拓也と遭遇するが、その際の風貌はあまりにも爽やかだった。

### 紅南小学校（2組以外）
広瀬努（ひろせ つとむ）声 - 奥島和美
1組。口の悪い美少年。父親は売れない漫画家で、裕福でない。親思いの健気な性格。当初は万引きの常習犯であったが、改心して全額を弁償した。
熊出充（くまで みつる）
1組。A型。亜由子が好きで、惚れっぽい少年。女子に人気のある男子を一方的に敵視している。猿顔であり、村田兄弟曰く「顔は怖いが心は清い」。ネコをかわいがっている。
村田兄弟（むらたきょうだい）
1組。熊出と仲の良い双子にして、彼の唯一の理解者。熊出が巻き起こす迷惑行為をフォローしてまわる。作中でも「村田兄」「村田弟」と名乗り、本名は不明。
中西亜由子（なかにし あゆこ）
1組。拓也のことが好きな美少女。思い込みが激しい一方、思いやりのある性格。
藤原幸夫（ふじわら ゆきお）
1組。ゴリラ顔で、通称・ゴリ夫。長距離走が得意で、短距離走は苦手。普段はおとなしいが、マラソン大会の時期だけ嫌な奴になる。外見と性格から女子に嫌われている。
槍溝愛（やりみぞ めぐみ）声 - 金丸日向子
3組の委員長。O型。クールかつ不思議ちゃんな性格の美少女。「逆セクハラ」と言って男子の尻を触る癖がある。拓也が好き。ゴンちゃんの想い人。
大久保俊文（おおくぼ としふみ）
3組。長身のスポーツ少年。女子にモテる。
宮前裕多（みやまえ ゆうた）
4組。両親の離婚をきっかけに拓也と友達になるが、両親の離婚から生じた自分のコンプレックスを拓也に当てこすり、間が悪く聞く羽目になった昭広に窘められる。目を背けていた自分の辛さを父親に打ち明けられたことで、拓也と本当に友達になりたいと思うようになる。父親は、寛野光（元2組の臨時担任）の前のバイト先の会社の人間（リストラされたため現在求職中）。藤井家と同じマンションの4階在住。
河之内直樹（かわのうち なおき）
4組。ギャグセンスがあり、女子にモテている。

### 第二ひまわり保育園
向井洋二（むかい ようじ）声 - 牛山茂
園長。大の子供好きかつ面食い。拓也を気に入っている。常に掛けているサングラスがトレードマークだが、素顔は端整らしい。思い込みが激しく、悩みがあるとすぐ痩せる。園長の威厳が無く小林を除き第二ひまわり保育園の保母達には嫌われている。謎の経歴を多数持つ。12月8日生まれ。
真由美（まゆみ）&ひとみ声 - 岡村明美（真由美）／渡辺美佐→永田亮子（ひとみ）
2人とも保母。
小林（こばやし）声 - 小宮和枝
ベテランの保母。非常に威厳があるので、彼女が園長だと思われがち。園長の素顔を（写真で見て）知っている数少ない人物。
マサ声 - 奥島和美→松浦有希子
ぞうぐみの園児。母親がいることが羨ましかった実の嫉妬から殴られたが、根に持つことなく一緒に遊んでいる。
日影学（ひかげ まなぶ）
1週間ほどぞうぐみに転入する。日影秀の弟。兄の指示の下に、実に対して陰湿ないじめを行っていた。兄が改心したと同時に反省する。

### ソフトウェアプロダクション社
江戸前秋生（えどまえ あきお）声 - 鈴木琢磨
春美の部下。23歳、O型。ロングヘアーで今時の若者。大森に片想いしている為、春美を一方的にライバル視しているが、彼を上司として尊敬している。
大森和美（おおもり かずみ）声 - 根谷美智子
春美の部下。23歳、A型。春美に惚れていて日々誘惑している。
山口（やまぐち）声 - 坪井智浩
春美の部下。数少ないまともな社員。江戸前などへのツッコミ役。英会話・幽霊やお化けが苦手。
山崎（やまさき）
春美の上司。平松らBチームに手を焼いている。
安西律子（あんざい りつこ）
平松（ひらまつ）
開発Bチーム所属のOL。備品の無駄遣いが多い上、仕事も遅いらしい。
大谷（おおたに）声 - かないみか
春美の同僚。榎木家のピクニックに同行し、その日だけ拓也と実の母親代わりとして振る舞う。結婚を機に拓也と同じくらいの歳の子の母親になるため、予行演習を兼ねていた。

### その他
朝日勇貴（あさひ ゆうき）声 - 家中宏
春美の親友。さりげなく核心をついてくる。慶應義塾大学医学部卒。現在は救急医師であり、終盤で交通事故にあった実の担当医を務めた縁で、晴美と久しぶりの対面をした。
春日淳（かすが じゅん）
疾実の父親。過去に母親から虐待を受けたトラウマが影響し、息子の世話を見なかった。春美や成一の説得により子育てに協力するようになる。
春日史穂（かすが しほ）
疾実の母親。19歳。かわいらしい風貌。友人も出来ず夫にも頼れず、育児ノイローゼとなっていたが、拓也や智子により回復する。
春日疾実（かすが はやみ）
淳・史穂夫妻の長男。生後6か月。
公治（こうじ）声 - 石川英郎
21歳。A型。関西から上京してきた大学生。ウサギの着ぐるみを着て、商店街にある真里茂薬局の風船配りのアルバイトをしていた。幸子を庇ってオートバイとの接触事故に遭う。
幸子（さちこ）声 - 遠藤みやこ
公治の初恋の相手で、その後も恋心を抱き続けた女性。商店街にある海野書店でアルバイトをする。公治より友人を選び、思いを告げられぬまま公治の死に直面する。
さちこちゃん
雄のうさぎ。公治に飼われていたが、大家にばれて公園裏の林に捨てられる。牛乳やナチュレ、漬物などが好き。公治の死後、後を追うように林で死んでいた。名前の由来は、公治の初恋の人より。
坂巻延和（さかまき のぶかず）
熊ノ井中学校のオーディオビジュアル研究クラブ所属。浅子とは同学年。自身が暗い性格のため、友也に憧れていた。拳一発ですぐのびる。
テブラデスキーハダイスキデース
成一の友人・前野（声 - 鈴木琢磨）が飼っている、雄のインコ。愛称・テブラデスキー。実が籠から出した際に開いていた窓から逃げ、フランスワーズに攫われる。旅行から帰ってきた前野の元にぼろぼろの姿で戻ってくる。「スキダー」という言葉を覚えている。
ネコ声 - 桜井敏治
熊手充のペットで名前はネコだが犬。通称バカ犬フランスワーズとして近所に知られ、よく一匹で出歩いては迷惑をかけてくる。
向井公一（むかい こういち）声 - 稲葉実
第一ひまわり保育園長。向井洋二の兄。ヤクザ顔。息子も彼にそっくり。
桃柿千広（ももがき ちひろ）
ぼろ屋の無人アパートで拓也たちと会ったテニスプレーヤー。無気力状態だったが、拓也たちとの邂逅で何かを見出す。実は出会っていたのは生霊で、意識自体が当ても無く彷徨っていたものだった。その事件後、テニスの大会で見事優勝する。
クリストファー・ロビンソン
ハワイ在住の少年。愛称クリス。13歳。嫌悪していた父親の死がトラウマとなっていたが、春美によって解放される。別れ際に拓也に愛用の帽子を贈った。
ジェニファー・ロビンソン
ハワイ在住の少女。愛称ジェニー。8歳。クリスの妹。春美を父親のように慕う。別れ際に実に愛用の髪ゴムを贈った。
ハリー・ロビンソン
クリスとジェニーの父親。風貌が春美に似ている。昼間から酒を飲み、気に入らないことがあると子供に手を上げていた。麻薬の売人で、仲間を殺害する。子供と逃げようと家に帰ってきたところ、追ってきた警察官によって銃で撃たれる。心の底では、子供達を愛していた。
矢部光太（やべ こうた）
夕日銀行強盗事件の犯人。4人の中で唯一誘拐の前に捕まった。明・勇作・道雄とともに孤児院で過ごし、鑑別所に入ったこともある。盗んだ金を使うことで自分たちが日の下を歩けない生活にならないよう、金を仕事先の床下に隠し、すべての責任を負い強盗事件の主犯であることを認めた。
明（あきら）
夕日銀行強盗事件と、拓也・実・森口誘拐の犯人。金庫の暗証番号が書かれたハンカチを落とし、それを拾った拓也たちを誘拐する。心優しい性格。要領が悪く人と話すのが苦手なために、職場でもうまくいかなかった。
勇作（ゆうさく）
夕日銀行強盗事件と、拓也・実・森口誘拐の犯人。攻撃的な性格。鑑別所に入っていたこともあり、真面目に生きようとしても職場での問題事は一番に疑われ、うまくいかなかった。
道雄（みちお）
夕日銀行強盗事件と、拓也・実・森口誘拐の犯人。美人なゲイで、女顔（※しかも豊胸手術済みの模様）。通称「みっちゃん」。
飯塚孝之（いいづか たかゆき）
サラ金の取立屋。北海道出身。家業が耐えられず18歳のときに夢を求めて上京するもうまくいかず、取立屋の社長に拾われる。10年後足を洗おうとするが、社長に圧力をかけられる。さらには側近気取りの杉村に刺され、そのまま実家に帰ることを決意し、偶然居合わせた拓也・成一らの手助けによって傷の手当てを受けながら空港へ向かう。「兄貴」と慕ってくれる2人の仲間とともに、故郷で家業を継いだ。
梅子（うめこ）
榎木家が家族旅行で立ち寄った、旅館の老女将。正臣のことが好きだった様子。
菊子（きくこ）声 - 川田妙子
梅子の従妹。材木置き場で事故死した少女。兄のことを慕い続けていた。
正臣（ただおみ）声 - 山口勝平
菊子の兄。中学生の時、結核で亡くなる。妹思いの優しい性格。風貌が拓也に似ている。

## 書誌情報

### 単行本
- 羅川真里茂 『赤ちゃんと僕』 白泉社〈花とゆめコミックス〉、全18巻
  1. 1992年3月25日第1刷発行、ISBN 4-592-12241-0
  2. 1992年8月25日第1刷発行、ISBN 4-592-12242-9
  3. 1992年12月25日第1刷発行、ISBN 4-592-12243-7
  4. 1993年2月25日第1刷発行、ISBN 4-592-12244-5
  5. 1993年6月25日第1刷発行、ISBN 4-592-12245-3
  6. 1993年11月25日第1刷発行、ISBN 4-592-12246-1
  7. 1994年3月25日第1刷発行、ISBN 4-592-12247-X
  8. 1994年7月25日第1刷発行、ISBN 4-592-12248-8
  9. 1994年11月25日第1刷発行、ISBN 4-592-12249-6
  10. 1995年2月25日第1刷発行、ISBN 4-592-12250-X
  11. 1995年5月25日第1刷発行、ISBN 4-592-12821-4
  12. 1995年9月25日第1刷発行、ISBN 4-592-12822-2
  13. 1996年1月25日第1刷発行、ISBN 4-592-12823-0
  14. 1996年7月25日第1刷発行、ISBN 4-592-12824-9
  15. 1996年11月25日第1刷発行、ISBN 4-592-12825-7
  16. 1997年3月25日第1刷発行、ISBN 4-592-12826-5
  17. 1997年6月25日第1刷発行、ISBN 4-592-12827-3
  18. 1997年9月25日第1刷発行、ISBN 4-592-12828-1

### 文庫版
- 羅川真里茂 『赤ちゃんと僕』 白泉社〈白泉社文庫〉、全10巻
  1. 2001年12月14日発売[8]、ISBN 4-592-88418-3
  2. 2001年12月14日発売[9]、ISBN 4-592-88419-1
  3. 2002年3月15日発売[10]、ISBN 4-592-88420-5
  4. 2002年3月15日発売[11]、ISBN 4-592-88421-3
  5. 2002年6月14日発売[12]、ISBN 4-592-88422-1
  6. 2002年6月14日発売[13]、ISBN 4-592-88423-X
  7. 2002年9月13日発売[14]、ISBN 4-592-88424-8
  8. 2002年9月13日発売[15]、ISBN 4-592-88425-6
  9. 2002年12月13日発売[16]、ISBN 4-592-88426-4
  10. 2002年12月13日発売[17]、ISBN 4-592-88427-2

### 愛蔵版
- 羅川真里茂 『赤ちゃんと僕』 白泉社〈花とゆめコミックススペシャル〉、全10巻
  1. 2010年4月19日発売[18]、ISBN 978-4-592-19881-9
  2. 2010年5月19日発売[19]、ISBN 978-4-592-19882-6
  3. 2010年6月18日発売[20]、ISBN 978-4-592-19883-3
  4. 2010年7月16日発売[21]、ISBN 978-4-592-19884-0
  5. 2010年8月19日発売[22]、ISBN 978-4-592-19885-7
  6. 2010年9月17日発売[23]、ISBN 978-4-592-19886-4
  7. 2010年10月19日発売[24]、ISBN 978-4-592-19887-1
  8. 2010年11月19日発売[25]、ISBN 978-4-592-19888-8
  9. 2010年12月17日発売[26]、ISBN 978-4-592-19889-5

### その他
- 『赤ちゃんと僕 おもちゃ箱ひっくりかえした―羅川真里茂画集』1995年2月発売、ISBN 4-592-73123-9
- 『赤ちゃんと僕〈2〉くりーむいっぱいのケーキ―羅川真里茂画集』1996年12月発売、ISBN 4-592-73137-9
- 『赤ちゃんと僕トリビュート―35周年花とゆめメモリアル』 花とゆめCOMICS 花とゆめメモリアル、2009年8月5日発売[27]、ISBN 978-4-592-19807-9

## テレビアニメ
1996年7月11日から1997年3月26日まで、テレビ東京系列他計9局で全35話を放送。当初は2クール26話の予定で、好評のため3クールまで延長された。2008年7月25日にはDVD-BOXが発売された。
放送時間は1996年12月19日放送分（23話）までは毎週木曜19:00 - 19:30（JST）、1997年1月8日放送分（24話）以降は毎週水曜18:00 - 18:30（JST）。

### スタッフ
- 原作 - 羅川真里茂（白泉社花とゆめコミックス）
- 監督 - 大森貴弘
- シリーズ構成 - 富田祐弘
- キャラクターデザイン - 後藤隆幸
- オープニング・エンディングアニメーション - 望月智充、後藤真砂子
- 美術デザイン - 池田祐二
- 美術監督 - 長崎斉
- 色彩設計 - 勝沼まどか、佐藤祐子
- 撮影監督 - 沖野雅英
- 音響監督 - 藤山房伸
- 音楽 - 川井憲次
- 音楽プロデューサー - 藤田純二
- 音楽協力 - テレビ東京ミュージック
- プロデューサー - 小林教子、木村京太郎、深草礼子
- 製作 - テレビ東京、読売広告社、ぴえろ

### 主題歌
オープニングテーマ
「B.B.B.（Be Bad Boy）」（第1話 - 第27話）
作詞 - 小橋賢児 / 作曲・編曲 - 富樫明生 / 歌 - 小橋賢児（東芝EMI）
「LOVE AFFAIR」（第28話 - 第35話）
作詞・作曲 - 佐々木享 / 編曲 - 守時龍巳&PLATINUM PEPPERS FAMILY / 歌 - Platinum Peppers Family（WEA JAPAN）
エンディングテーマ
「YOU」（第1話 - 第23話）
作詞 - マイカプロジェクト / 作曲 - 熊谷幸子 / 編曲 - 熊谷幸子、松任谷正隆 / 歌 - 熊谷幸子（東芝EMI）
「ルージュになりたい」（第24話 - 第35話）
作詞 - 梶谷美由紀、サエキけんぞう / 作曲・編曲 - 朝本浩文 / 歌 - 梶谷美由紀（トーラスレコード）

### 各話リスト
| 話数   | サブタイトル               | 脚本     | コンテ           | 演出             | 作画監督       | 美術            | 原作                                 | 放送日         | 収録VHS  |
| ------ | -------------------------- | -------- | ---------------- | ---------------- | -------------- | --------------- | ------------------------------------ | -------------- | -------- |
| 第1話  | 泣き虫は嫌いだ!!           | 富田祐弘 | 大森貴弘         | 高田淳           | もりやまゆうじ | 長崎斉          | 第1話                                | 1996年 7月11日 | VOL.1    |
| 第2話  | ママなんていらない!!       | 寺田憲史 | 坂本郷           | いいじままさかつ | 高倉佳彦       |                 | お兄ちゃんの僕 （コミックス1巻収録） | 7月18日        | VOL.1    |
| 第3話  | ゴンちゃんのおとうと?      | 大橋志吉 | 本田一行         | 川島宏           | 林桂子         | 高木佐和子      | 第3話                                | 7月25日        | VOL.2    |
| 第4話  | 実のいたずら書き           | 柳川茂   | 高田淳           | 高田淳           | 門之園恵美     |                 | 第4話                                | 8月1日         | VOL.2    |
| 第5話  | 実はだれが好き!?           | 富田祐弘 | いいじままさかつ | いいじままさかつ | 谷口守泰       | 一色美緒        | 第9話                                | 8月8日         | VOL.2    |
| 第6話  | みんなで海へ行った日       | 大橋志吉 | 石原立也         | 石原立也         | 池田和美       |                 | 第15話                               | 8月15日        | VOL.2    |
| 第7話  | 怪談 ふしぎな女の子        | 寺田憲史 | 綴爆             | 増尾昭一         | 高木弘樹       | 谷口美智子      | 第16話                               | 8月22日        | VOL.3    |
| 第8話  | 花火の夜                   | 柳川茂   | 本田一行         | 川島宏           | 林桂子         |                 | 第17話                               | 8月29日        | VOL.3    |
| 第9話  | 洗濯戦隊シャボン5!!        | 大橋志吉 | 高田淳           | 高田淳           | 高倉佳彦       | 第12話          | 9月5日                               |                | VOL.3    |
| 第10話 | 実のなんでもできるもん!!   | 富田祐弘 | いいじままさかつ | いいじままさかつ | 谷口守泰       | 高木佐和子      | 第8話                                | 9月12日        | VOL.3    |
| 第11話 | うきうき町内運動会         | 寺田憲史 | 石原立也         | 石原立也         | 池田和美       |                 | 第11話                               | 9月19日        | VOL.4    |
| 第12話 | ビクビク!!お化け怖いー!    | 柳川茂   | 本田一行         | 鈴木卓夫         | 林桂子         | 第21話          | 9月26日                              |                | VOL.4    |
| 第13話 | うさぎのさちこちゃん       | 横山雅志 | 大森貴弘         | 大森貴弘         | 高木弘樹       | 一色美緒        | 第10話                               | 10月10日       | VOL.4    |
| 第14話 | 園長先生がんばる!          | 大橋志吉 | 貞光紳也         | 貞光紳也         | 高木弘樹       | 長崎斉          | 第51話                               | 10月17日       | VOL.4    |
| 第15話 | おとうさんはおじいちゃん?  | 横山雅志 | 高田淳           | 高田淳           | 高倉佳彦       |                 | 第13話 - 第14話                      | 10月24日       | VOL.5    |
| 第16話 | にーちゃ、元気になぁれ     | 富田祐弘 | 石原立也         | 石原立也         | 池田和美       | 第28話          | 10月31日                             |                | VOL.5    |
| 第17話 | ハロウィンな藤井君         | 寺田憲史 | 本田一行         | 鈴木卓夫         | 林桂子         | 谷口美智子      | 第34話                               | 11月7日        | VOL.5    |
| 第18話 | 男ゴンちゃん!!涙の初恋     | 柳川茂   | 綴爆             | いいじままさかつ | 千明ゆり       |                 | 第20話                               | 11月14日       | VOL.5    |
| 第19話 | おなかペコペコ事件         | 横山雅志 | 貞光紳也         | 貞光紳也         | 後藤隆幸       | 第65話          | 11月21日                             | VOL.6          |          |
| 第20話 | にーちゃの泣いた日         | 寺田憲史 | 高田淳           | 高田淳           | 高木弘樹       | 高木佐和子      | 第41話                               | VOL.6          | 11月28日 |
| 第21話 | クリスマス みつけた        | 大橋志吉 | 石原立也         | 石原立也         | 池田和美       |                 | 第5話                                | VOL.6          | 12月5日  |
| 第22話 | え!?パパがお見合い?        | 富田祐弘 | 久米一成         | 鈴木卓夫         | 林桂子         | 一色美緒        | 第2話                                | VOL.6          | 12月12日 |
| 第23話 | ないしょのおねしょ         | 富田祐弘 | 石原立也         | 石原立也         | 池田和美       |                 | 第75話                               | 12月19日       | VOL.7    |
| 第24話 | 帰ってきたドラ息子         | 富田祐弘 | 大森貴弘         | 貞光紳也         | 後藤隆幸       | 第22話          | 1997年 1月8日                        |                | VOL.7    |
| 第25話 | 実、おにーちゃんになる     | 大橋志吉 | 高田淳           | 高田淳           | 高木弘樹       | 谷口美智子      | 第25話                               | 1月15日        | VOL.7    |
| 第26話 | どすこい!?すもう大会       | 柳川茂   | 本田一行         | 原博             | 林桂子         | 高木佐和子      | 第61話 - 第62話                      | 1月22日        | VOL.7    |
| 第27話 | スーパーおばあちゃん登場!! | 寺田憲史 | 島美子           | 島美子           | 池田和美       |                 | 第77話                               | 1月29日        | VOL.8    |
| 第28話 | 勇者みのるの大冒険         | 富田祐弘 | いいじままさかつ | いいじままさかつ | 大西貴子       | 第18話          | 2月5日                               |                | VOL.8    |
| 第29話 | 心そわそわバレンタインデー | 大橋志吉 | 綴爆             | 貞光紳也         | 千明ゆり       | 一色美緒        | 第80話                               | 2月12日        | VOL.8    |
| 第30話 | 実の赤い自動車             | 柳川茂   | 島美子           | 島美子           | 池田和美       |                 | 第76話                               | 2月19日        | VOL.8    |
| 第31話 | パパのタイムカプセル       | 横山雅志 | 高田淳           | 高田淳           | 後藤真砂子     | 第32話          | 2月26日                              | VOL.9          |          |
| 第32話 | 初ドライブはドキドキ!!     | 大橋志吉 | 本田一行         | 原博             | 林桂子         | 高木佐和子      | 第33話                               | VOL.9          | 3月5日   |
| 第33話 | あたふた!おたふくかぜ      | 柳川茂   | いいじままさかつ | いいじままさかつ | 大西貴子       | 谷口美智子      | 第44話                               | VOL.9          | 3月12日  |
| 第34話 | 小鳥のテブラデスキー       | 柳川茂   | 綴爆             | いいじままさかつ | 千明ゆり       |                 | 第88話                               | VOL.9          | 3月19日  |
| 第35話 | 一人ぽっちのおるすばん     | 富田祐弘 | 高田淳           | 貞光紳也         | 西野理恵       | 第36話 - 第37話 | 3月26日                              | VOL.9          |          |

### ネット局
同時ネット
- テレビ東京系列6局[28]

遅れネット
キー局での放送末期の1997年3月時点の放送時間を記載する。
- 山形放送（日本テレビ系列、火曜 16:00 - 16:28）
- 山陰中央テレビ（フジテレビ系列、土曜 5:45 - 6:15）
- 四国放送（日本テレビ系列、月曜 17:27 - 17:57）

## 関連商品

### VHS
VHSはバンダイビジュアルより、1996年11月25日から1997年7月25日にかけて発売された。
| 巻数  | 発売日         | 収録話          |
| ----- | -------------- | --------------- |
| VOL.1 | 1996年11月25日 | 第1話 - 第2話   |
| VOL.2 | 1996年12月18日 | 第3話 - 第6話   |
| VOL.3 | 1997年1月25日  | 第7話 - 第10話  |
| VOL.4 | 1997年2月25日  | 第11話 - 第14話 |
| VOL.5 | 1997年3月25日  | 第15話 - 第18話 |
| VOL.6 | 1997年4月25日  | 第19話 - 第22話 |
| VOL.7 | 1997年5月25日  | 第23話 - 第26話 |
| VOL.8 | 1997年6月25日  | 第27話 - 第30話 |
| VOL.9 | 1997年7月25日  | 第31話 - 第35話 |